# Ssangyong Engineering & Construction
Ssangyong Engineering and Construction (Ssangyong E&C) ist ein südkoreanisches Unternehmen auf dem Gebiet des Bauingenieurwesens und des ausführenden Bauhauptgewerbes. Das Unternehmen wurde 1977 als Ableger des Zementherstellers Ssangyong Cement Industrial Company gegründet. Im Jahr 1998 belegte Ssangyong E&C laut einer Veröffentlichung der Zeitschrift Engineering News-Record den 61sten Platz in der Liste der 250 größten Auftragsnehmer des Baugewerbes. Ssangyong E&C zählte unter anderem zu den Hauptkontraktoren bei der Errichtung des Swissôtel The Stamford oder der Marina-Bay-Sands-Anlage.